# Филетер
Филетер (др.-греч. Φιλέταιρος; 343—263 до н. э.) — пергамский правитель и основатель династии Атталидов.

## Биография
Родом из Тиоса — небольшого городка на черноморском берегу Пафлагонии. Филетер был сыном Аттала и пафлагонки Боа. Согласно античным сведениям, из-за приключившегося с ним в раннем детстве несчастья стал евнухом. По утверждению Страбона, Филетер получил «прекрасное воспитание».
Свою карьеру Филетер начинал под командованием Докима — коменданта города Синнада, подчинявшегося Антигону I. Незадолго до битвы при Ипсе в 301 году до н. э. Доким перешёл на сторону вторгшегося в Малую Азию Лисимаха и сдал ему город. Вместе со своим командиром на службу к царю Фракии перешёл и Филетер, став комендантом крепости Пергам, в которой находилось 9 тысяч талантов.
Третья жена Лисимаха Арсиноя оклеветала наследника царя Агафокла. После его гибели и начавшихся казней многие приближенные Лисимаха, опасаясь за свою жизнь и положение, стали переходить на сторону Селевка. Так поступил и Филетер. После гибели Селевка от руки Керавна в 281 году до н. э. Филетер за большие деньги выкупил его тело у убийцы, кремировал и отправил прах Антиоху, сыну погибшего.
В годы своего правления Филетер стал создавать систему дружественных отношений с соседними городами. В число наиболее близких союзников вошли Кизик и Питана, которым Филетер неоднократно оказывал разнообразную материальную поддержку.
Эпиграфические источники показывают, что Филетер активизировал политику также и на территории Балкан, совершая пожертвования в разные известные святилища, в том числе в Дельфы.
Сами же владения основателя династии Атталидов были незначительны — только центральная часть долины реки Каик. В верховьях её находился форт Селевкидов Накраса, а низовья принадлежали Питане.
При Филетере в Пергаме велись строительные работы: были возведены храмы Афины и Деметры, а в окрестностях города перестроено старое святилище почитаемой среди греков малоазийской богини Кибелы.
Перед смертью Филетер передал власть племяннику Эвмену.